# Тыква пальчатая
Тыква пальчатая (лат. Cucūrbita digitata) — многолетнее травянистое растение семейства Тыквенные. 

## Ботаническое описание
Стебель очень тонкий, ребристый. Усики очень короткие, скрученные. Листья темные, серовато-зеленые, средние жилки более светлые. Листовая пластинка рассечена до основания на 5 очень узких долек, размером 0,5-2 х 5-10 см, с шероховатой поверхностью и белыми точками. Черешок бугорчатый. Мужские цветки узкоколокольчатые, длиной 3-4 см, покрыты редким пушком. Плоды шаровидные, 8-9 см в диаметре, ярко-темно-зеленые,  с узкими отчетливыми беловато-зелеными капиллярными полосками и мелкими пятнами того же цвета. Семена белые, овальные, тупоконечные (7-8 х 10-11 мм), без ободка, плоские, с толстыми краями.

## Распространение
Распространена в США (юго-восточная часть Калифорнии, Аризона, Нью-Мексико) и северной части Мексики.